# Орловка (Окнянский район)
Орловка (укр. Орлівка) — посёлок, относится к Окнянскому району Одесской области Украины.
Население по переписи 2001 года составляло 6 человек. Почтовый индекс — 67934. Телефонный код — 4861. Занимает площадь 0,06 км². Код КОАТУУ — 5123181702.

## Местный совет
67933, Одесская обл., Окнянский р-н, с. Дубово